# 陳納德 (喬治亞州)
陳納德（英語：Chennault）是位於美國喬治亞州林肯縣的一個非建制地區。該地的面積和人口皆未知。

## 地理
陳納德的座標為33°54′27″N 82°36′07″W / 33.90750°N 82.60194°W，而該地的平均海拔高度為142米（即466英尺）。